# Castell’Alfero
Castell’Alfero – miejscowość i gmina we Włoszech, w regionie Piemont, w prowincji Asti.
Według danych na styczeń 2009 gminę zamieszkiwały 2802 osoby przy gęstości zaludnienia 140,4 os./km².